# Temperatura de Planck
La temperatura de Planck, llamada así por el físico alemán Max Planck, es la unidad de temperatura en el sistema de Unidades naturales conocida como Unidades de Planck.
Es una de las unidades de Planck que representa un límite fundamental de la mecánica cuántica. La temperatura de Planck es el valor límite máximo de temperatura. En el SI, la temperatura de Planck es 1.4171×1032 kelvin.
De acuerdo a la cosmología actual, se cree que esta fue la temperatura del Universo durante el primer tiempo de Planck justo después del Big Bang.
{\displaystyle T_{P}={\frac {m_{P}c^{2}}{k}}={\sqrt {\frac {\hbar c^{5}}{Gk^{2}}}}=1.41679(11)\times 10^{32}\;K}
donde:
- c es la velocidad de la luz en el vacío
- {\displaystyle \hbar } es la constante reducida de Plank
- G es la constante de gravitación universal
- k es la constante de Boltzmann